# Елена Рохо
Елена Рохо (ісп. Helena Rojo, 18 серпня 1944, Мехіко — 3 лютого 2024) — мексиканська акторка театру, кіно та телебачення.

## Фільмографія
- Агірре, гнів божий (1972) — Інес
- Помста (1977) — Марія Оліварес / Алехандра Бальмаседа
- Привілей кохати (1998—1999) — Лусіана Ернандес де Дюваль
- Рамона (2000) — донья Рамона дель Росіо Гонзага де Морено
- Обійми мене міцніше (2000—2001) — Даміана Гільєн / Хуліана Гільєн
- Жінка, випадки з реального життя (2001—2005) — різні персонажі
- Перегріна (2005—2006) — Сабіна Уерта
- Справжнє кохання (2003) — Августа Куріель де Пеньяльверт Берістайн
- Обережно з ангелом (2008—2009) — Сесілія Сантос де Веларде
- Дике серце (2009—2010) — Леонарда Монтес де Ока де Відаль
- Тріумф любові (2010—2011) — у ролі самої себе
- Заради неї я Єва (2012) — Еухенія Містраль де Кабальєро
- Кандидатка (2016—2017) — Наталія Суарес де Сан-Роман
- Політ Вікторії (2017) — Марія Ісабель де ла Пенья
- Граф: Кохання і честь (2024) — Гвадалупе де Гайтан